# عصوية ذهبية كاميليوية صينية
عصوية ذهبية كاميليوية صينية (الاسم العلمي: Chryseobacterium camelliae) هي نوع من البكتيريا، سلبية الغرام، تتبع جنس عصوية ذهبية.